# Galerija Centrs
La Galerie du Centre (en letton : Galerija Centrs) est un centre commercial situé dans le  voisinage de Vecpilseta à Rīga en Lettonie,.

## Présentation
La Galerie du Centre est situé dans la rue Audēju iela et il occupe presque entierrement un ilot urbain dans le quartier historique du vieux Riga,.
Le centre s'étend sur 29 300 m2 et abrite 110 magasins.
Le centre commercial comprend la rue Rīdzenes iela, qui a été transformée en arcade vitrée. 
Hermès, l'ancien dieu grec des marchands et des voyageurs, est représenté sur les murs du centre commercial.

## Histoire
Le Magasin économique de l'armée (en letton : Armijas Ekonomiskais veikals) (AEV) est fondé à l'automne 1919 et sera transféré en 1926 dans un bâtiment situé au 16, rue Audēju iela.
Le magasin devant s'agrandir, la conception d'un nouveau bâtiment commence en 1934. 
L'architecte principal du bâtiment est Arturs Galindoms et l'architecte d'intérieur du magasin est Kārlis Plūksne. 
La cérémonie de pose de la première pierre par le président Kārlis Ulmanis a lieu le 26 septembre 1936.
Le nouveau bâtiment du magasin économique de l'armée a été inauguré en 1938 et possédait le premier escalier mécanique à Riga.
Après l'occupation soviétique de la Lettonie en 1940, le chef du magasin AEV, le colonel Andrejs Lejassaus, et son adjoint, le lieutenant-colonel Alberts Romans, furent remplacés en octobre 1940 et déportés au Goulag le 14 juin 1941. 
Un incendie éclata en septembre 1940. 
À l'époque de la RSS de Lettonie, le magasin a été rebaptisé Grand magasin universel du centre de Riga (Rīgas Centrālo universālveikalu) (RCUV). 
L'escalier historique en chêne et les plafonds en bronze d'origine ont été conservés. Les vitrines des magasins sont devenues un spectacle favori, hérauts de la mode et de la créativité de l'époque. En 1967, le grand magasin est partiellement reconstruit.
En décembre 1997, le grand magasin a été acheté par Linstow Center Management, après reconstruction, les deux premiers étages ont rouvert en décembre 1997 et le reste en mai 1998. 
Après une rénovation du bâtiment en 2006, le centre commercial a intégré la rue Rīdzenes iela et la "Galerija Centrs" est devenue la première galerie commerciale dotée d'une verrière dans les pays baltes. 
Sa superficie totale est proche de 30 000 mètres carrés, soit deux fois plus que la superficie de l'ancien grand magasin "Centrs" (15 100 mètres carrés). 
En mai 2019, Linstow Center Management a vendu le centre commercial au fonds d'investissement immobilier Baltic Horizon Fund pour 75 millions d'euros.

## Transports
Le centre commercial est accessible par   :
- Bus : Bus:18, 2, 23, 24, 4
- Tramway : 5, 11

## Galerie

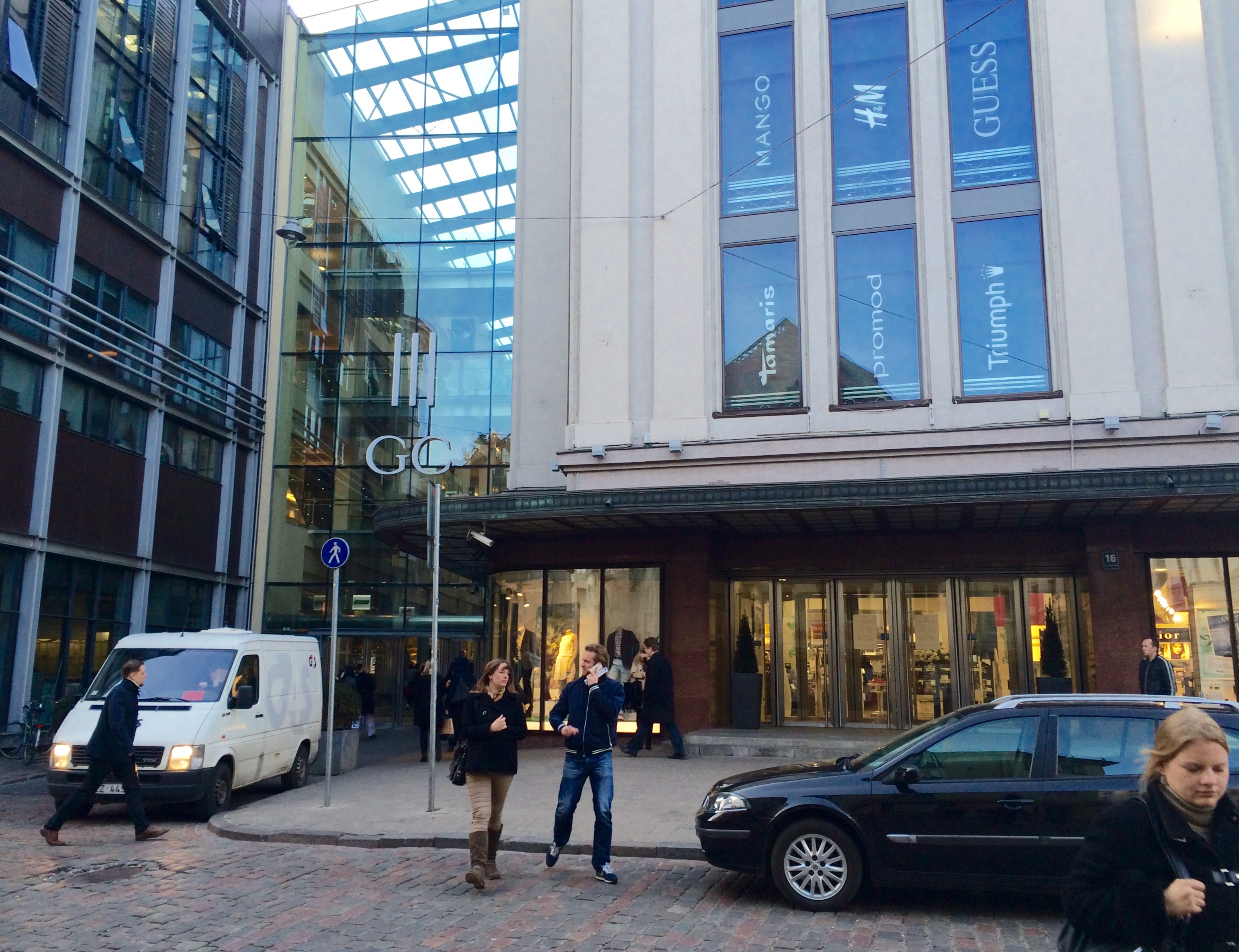
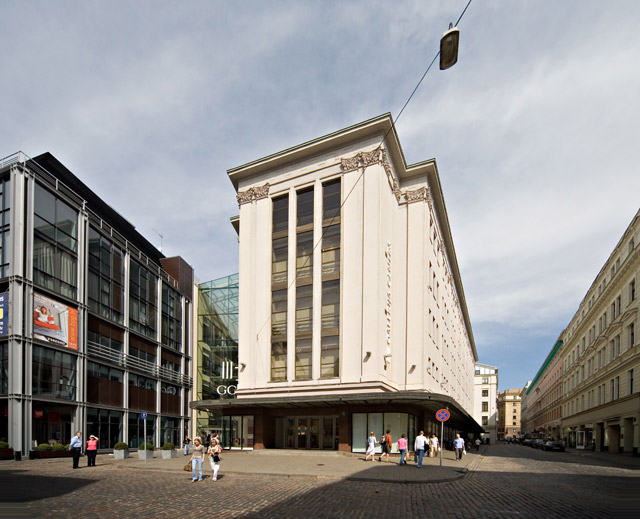
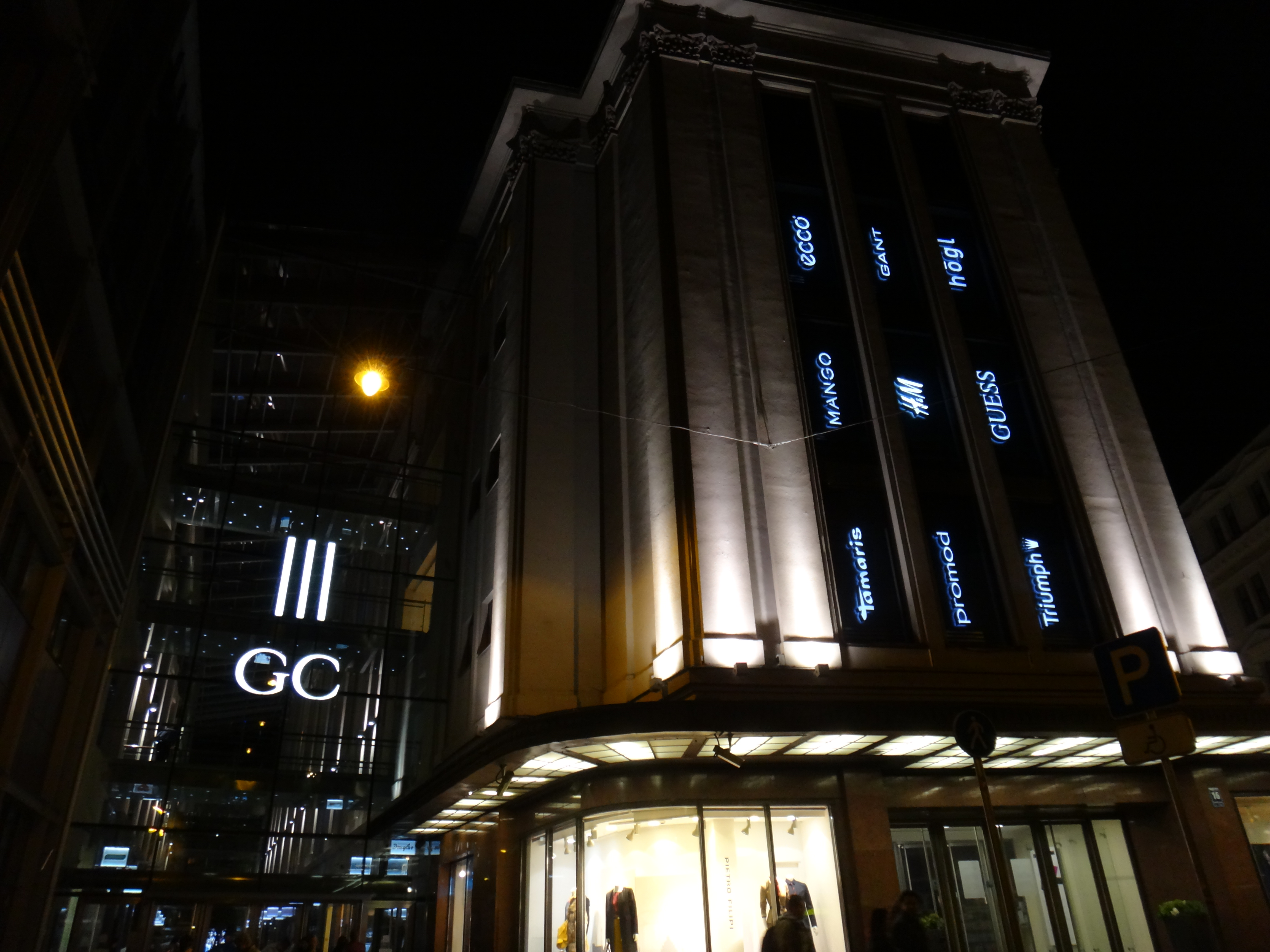